# 斯特雷滕角
66°49′S 49°15′E / 66.817°S 49.250°E
斯特雷滕角是南極洲的海岬，位於恩德比地，在1956年11月根據澳大利亞探險隊的空中照片繪入地圖，以莫森站的氣象學家命名，現時由南極條約體系管理。